# (4748) Tokiwagozen
(4748) Tokiwagozen – planetoida z pasa głównego asteroid okrążająca Słońce w ciągu 4,54 lat w średniej odległości 2,74 j.a. Odkryli ją Kenzō Suzuki i Takeshi Urata 20 listopada 1989 roku w mieście Toyota. Nazwa planetoidy pochodzi od Tokiwagozen (ur. 1138) – matki generała Yoshitsune Minamoto.